# 68730 Straizys
68730 Straizys este un asteroid din centura principală de asteroizi.

## Descriere
68730 Straizys este un asteroid din centura principală de asteroizi. A fost descoperit pe 15 martie 2002 la Moletai de Kazimieras Černis și Justas Zdanavičius. Asteroidul prezintă o orbită caracterizată de o semiaxă mare de 2,73 ua, o excentricitate de 0,20 și o înclinație de 1,2° în raport cu ecliptica.